# マリオパーティ アイランドツアー
『マリオパーティ アイランドツアー』（英：MARIO PARTY: ISLAND TOUR）とは、マリオパーティシリーズの一作品であり、シリーズ12作品目である。任天堂から2014年3月20日に発売。開発は前作『マリオパーティ9』に引き続き、エヌディーキューブが担当。アメリカでは2013年11月22日、ヨーロッパでは2014年1月17日に発売。

## 概要
ニンテンドー3DS向けのマリオパーティシリーズで、過去の携帯ハード向けのマリオパーティシリーズと同様、タイトル名にナンバリングは含まれていない。
本作では80種類の新作ミニゲームと7種類のボードマップが収録されている。また、ダウンロードプレイ機能にも対応しており、ソフト1本と参加人数分の3DS本体があれば、2-4人で全てのボードマップとミニゲームをローカル通信でプレイすることができる。このほか、1人用の「クッパタワー」や、すれちがい通信を利用してミニゲームで対戦する「すれちがいミニゲーム」等、様々なモードが収録されている。
本作のボードマップは従来の双六のように「ゴール」が定義されており、ゴールをめざす形式をベースとしてシリーズでは初めてボードマップごとに全く異なるルールとなっている。また、ミニゲームではタッチスクリーン、ジャイロセンサー、マイクなどニンテンドー3DS独自の機能を利用したものが多数収録されている。

## ストーリー
キノコ王国でのんびり過ごしていたマリオたちのもとに雲の上の国、「パーティーアイランド」から、「雲の上で楽しいパーティーしませんか？」といった内容の招待状が届く。マリオたちは喜んでパーティーアイランドへ行くことを決めたが、とたんに招待状が震えだし、マリオたちはシャボンの玉につつまれる。そのシャボン玉は浮かんで、マリオたちは空へ飛んでいく。雲の合間を抜け、見えてきたのが今回の舞台、パーティーアイランドだった。

## ゲームモード
パーティ
7種類のボードマップで自由に対戦できるモード。各ボードマップの詳細は後述。
ミニゲーム
ミニゲームを自由に遊べるモード。以下の3つのサブモードがある。
フリープレイ
収録されているミニゲームを自由に選んでプレイすることができる。「パーティ」「ボス」「パズル」「エクストラ」の4ジャンルがあり、「ボス」以外のジャンルは最初からすべてプレイ可能で、「ボス」は「クッパタワー」で一度プレイしたことのあるもののみプレイ可能。また、「パズル」「エクストラ」のミニゲームは、このモードでのみプレイ可能。
タイムアタック
指定された10種類のミニゲームを1人で続けてプレイし、それぞれのミニゲームを以下に早くクリアできるかを競うモード。10種類のミニゲームをすべてクリアするまでにかかったタイムの合計が記録される。なお、それぞれのミニゲームには「チャレンジじょうけん」が設定されており、条件をクリアすると「スター」がもらえ、10種類のミニゲームをプレイ後入手できたスター1つにつき、合計のタイムから3秒ずつ短縮される。合計タイムは、歴代6位までランキングに保存される。
かちぬきバトル
ルーレットで選ばれたミニゲームでプレイヤー全員で対戦し、決められた回数だけ先に勝利すると優勝となるモード。ミニゲームに勝利すると自分が乗っている気球が1段上昇し、1回のミニゲームで複数人が勝利した場合は勝利したプレイヤー全員の気球が同時に上昇する。
すれちがいミニゲーム
本作の「すれちがい通信」を登録しているプレイヤーとすれちがうと、そのプレイヤーとミニゲームで対戦できるモード。プレイするミニゲームはランダムに決定され、対戦は1対1（対戦相手はCOMが操作）で行う。相手に勝利すると報酬として「マリパポイント」を100ポイント獲得できるほか、条件を満たすと「しゃぼん」を入手できることがある。
クッパタワー
ミニゲームをクリアしてクッパが作った塔をのぼり最上階をめざす、1人用のモード。
クッパタワーの各階に出現するクッパの手下とミニゲームで対戦し、勝利すると上の階へ進むことができる。各階では2つのミニゲームが出現し、どちらで対戦するかを選ぶことができる。また、5・10・15・20・25階・30階には、ボスキャラクターと戦う専用のミニゲームが出現する。
コレクション
ゲームを遊ぶともらえる「マリパポイント」を使って「しゃぼん」を購入したり、手に入れたしゃぼんやミニゲームのハイスコアを鑑賞できる。

## キャラクター

### プレイヤー
- マリオ
- ルイージ
- ピーチ
- デイジー
- ワリオ
- ワルイージ
- ヨッシー
- テレサ
- キノピオ
- クッパJr.（プレイヤーとして登場するのはマリオパーティシリーズでは初。隠しキャラクター）

### その他のキャラクター
きいろキノピオ・あおキノピオ
ゲームの案内や司会を担当する。
クッパ
「クッパマス」に止まったプレイヤーに色々な悪さをする。また、「アベコベ！クッパかざん」や「クッパタワー」モードの最上階でボスキャラクターとして登場する。
ロゼッタ
「ロケットレースギャラクシー」のガイドを担当する。
キャサリン
ミニゲーム「マネマネボイスショー」で審査員の一員として登場する。
Mii
「すれちがいミニゲーム」でプレイヤーデータのアイコンとして使用される。